# Strallegg

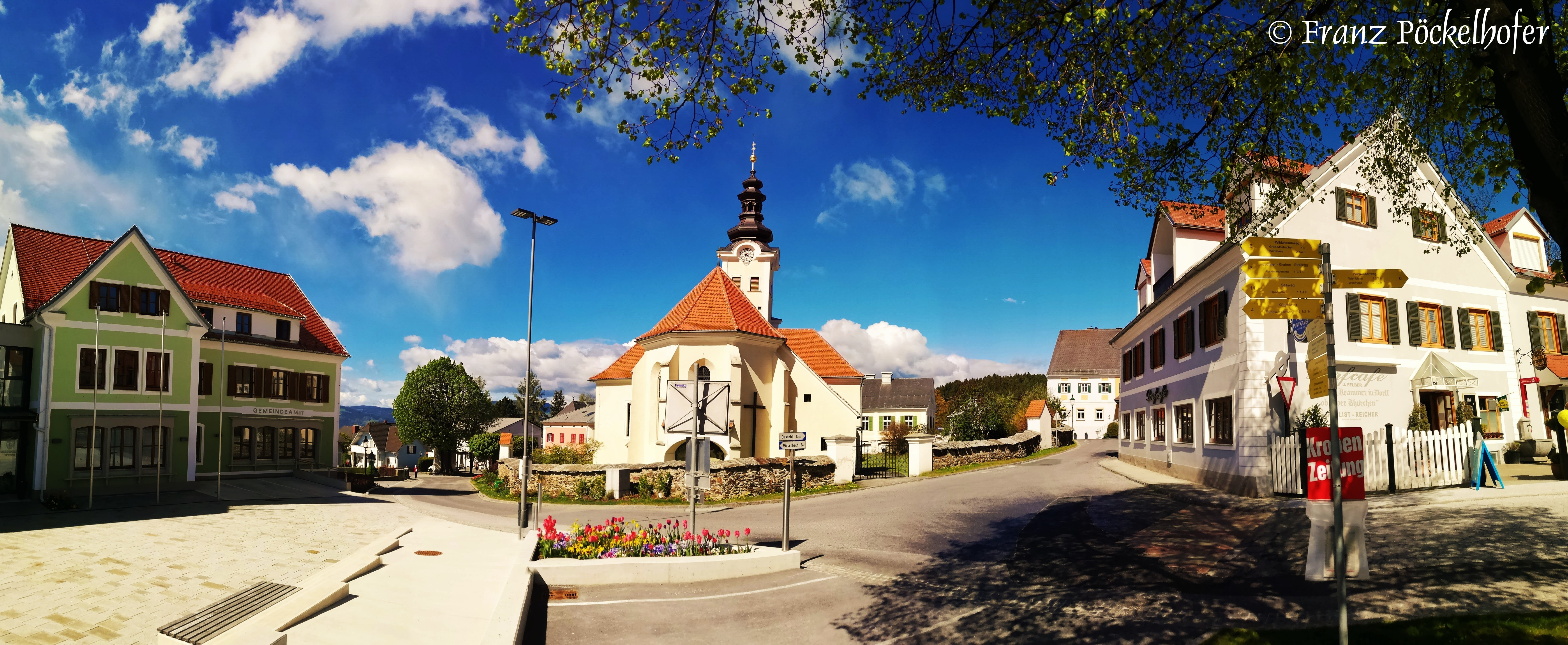

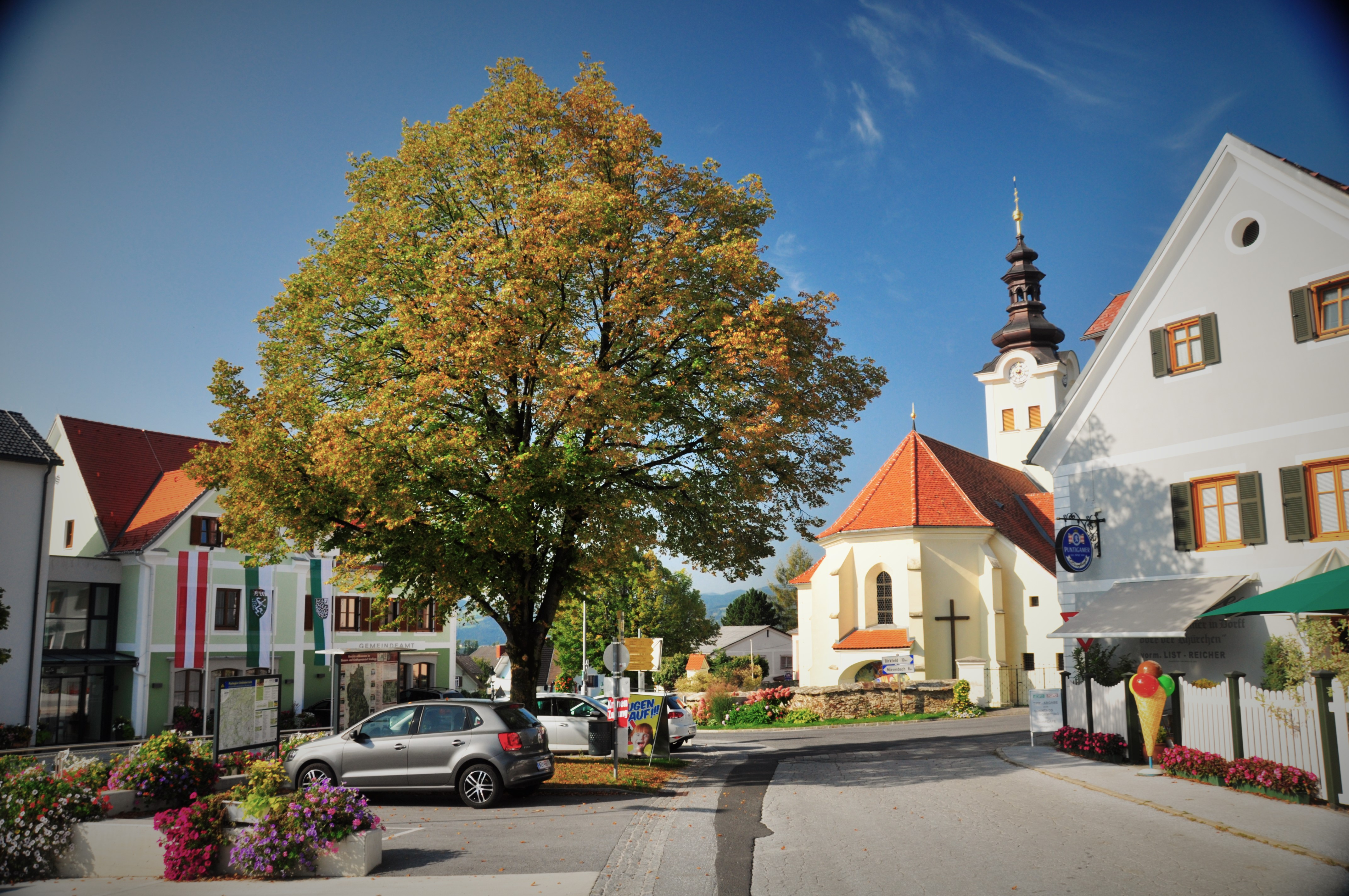
Blick auf Gemeindeamt, Pfarrkirche und Dorfcafe von Osten kommend.

Strallegg ist eine Gemeinde mit 1904 Einwohnern (Stand 1. Jänner 2025) im Bezirk Weiz im österreichischen Bundesland Steiermark.

## Geografie

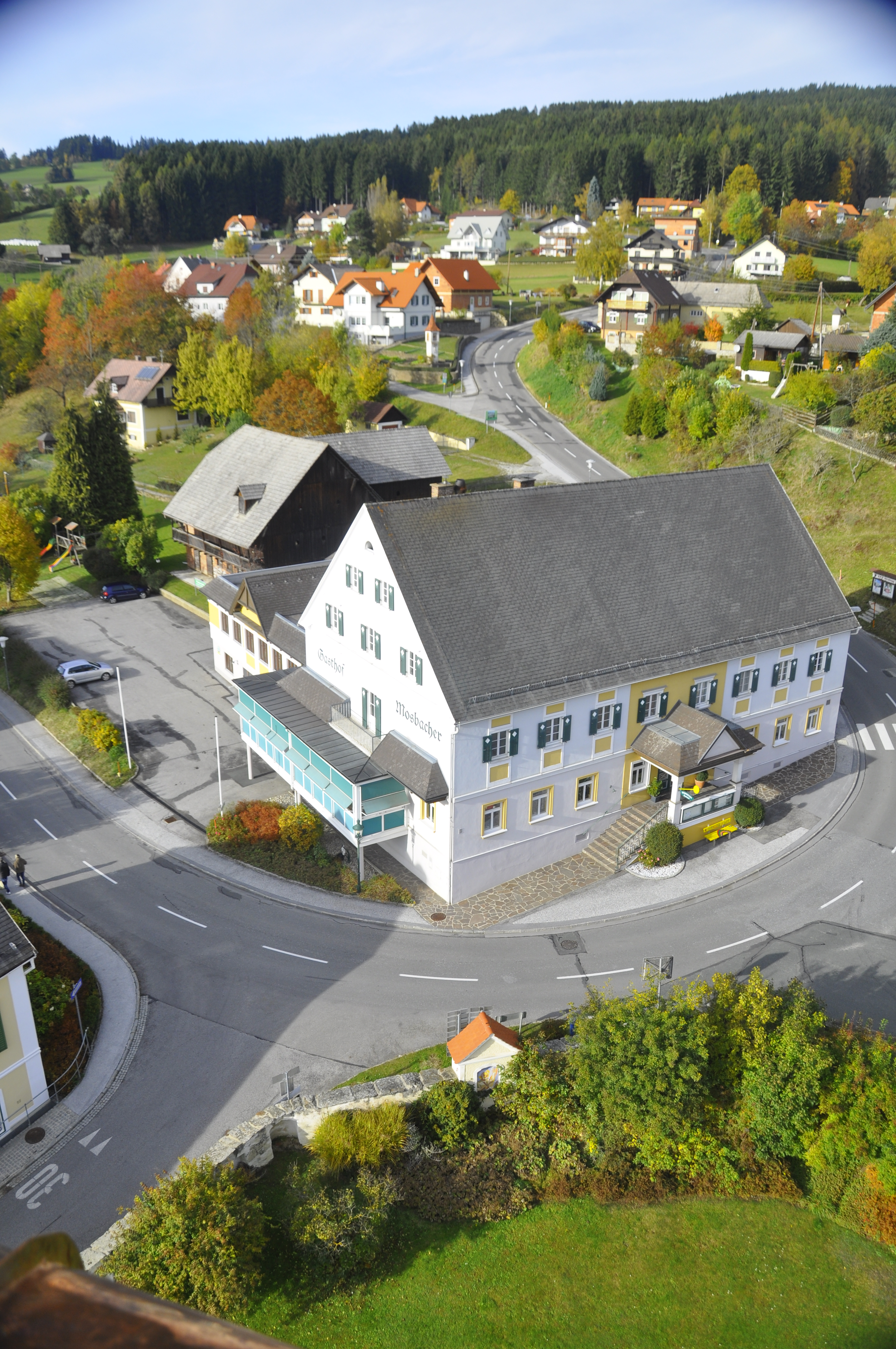
GH Mosbacher

Strallegg liegt im oststeirischen Bergland. Das Gemeindegebiet steigt von rund 600 Meter im Südwesten auf 1254 m ü. A. am Gipfel der Wildwiesen an. Die Westgrenze bildet die Feistritz. Die Gemeinde hat eine Fläche von über vierzig Quadratkilometer, davon ist mehr als die Hälfte bewaldet, vierzig Prozent werden landwirtschaftlich genutzt.

### Gemeindegliederung
Das Gemeindegebiet umfasst folgende vier Ortschaften (in Klammern Einwohnerzahl Stand 1. Jänner 2025):
- Außeregg (228)
- Feistritz (424)
- Pacher (311)
- Strallegg (941)

Die Gemeinde besteht aus den Katastralgemeinden Ausseregg, Feistritz, Pacher und Strallegg.

### Nachbargemeinden
Zwei der sechs Nachbargemeinden liegen im Bezirk Hartberg-Fürstenfeld (HF).
|                        | Ratten (Steiermark) | Sankt Jakob im Walde (HF) |
| Fischbach (Steiermark) | Kompass             | Wenigzell (HF)            |
| Birkfeld               |                     | Miesenbach bei Birkfeld   |

## Geschichte
Das Gemeindegebiet war wie das gesamte Land um die oberer Feistritz lange Zeit eine unwirtliche Wildnis, die weder in vorchristlicher noch in römischer Zeit besiedelt war. Auch die Slawen siedelten wahrscheinlich nur einzeln in weiter südlich gelegenen Talbereichen.
Zu Beginn des 12. Jahrhunderts erhielt das Geschlecht der Stubenberger das Waldland „östlich der Feistritz bis zum Gebirgszug einschließlich des Pöllauer Kessels“ vom Markgraf von Steier als Eigentum übertragen. Deren Rodungen erreichten am Ende des 12. Jahrhunderts die Gegend um Birkfeld, der Talbereich von Strallegg wurde 1295 erreicht.
In diesem Jahr wird auch eine Kirche genannt, die dem Hl. Johannes dem Täufer geweiht war. Zur Pfarrkirche erhoben wurde sie um 1500.
Später waren die Chorherren von Stift Pöllau Grundherren. Die Aufhebung der Grundherrschaften erfolgte 1848. Die Ortsgemeinde als autonome Körperschaft entstand 1850. Nach der Annexion Österreichs 1938 kam die Gemeinde zum Reichsgau Steiermark, 1945 bis 1955 war sie Teil der britischen Besatzungszone in Österreich.

### Bevölkerungsentwicklung

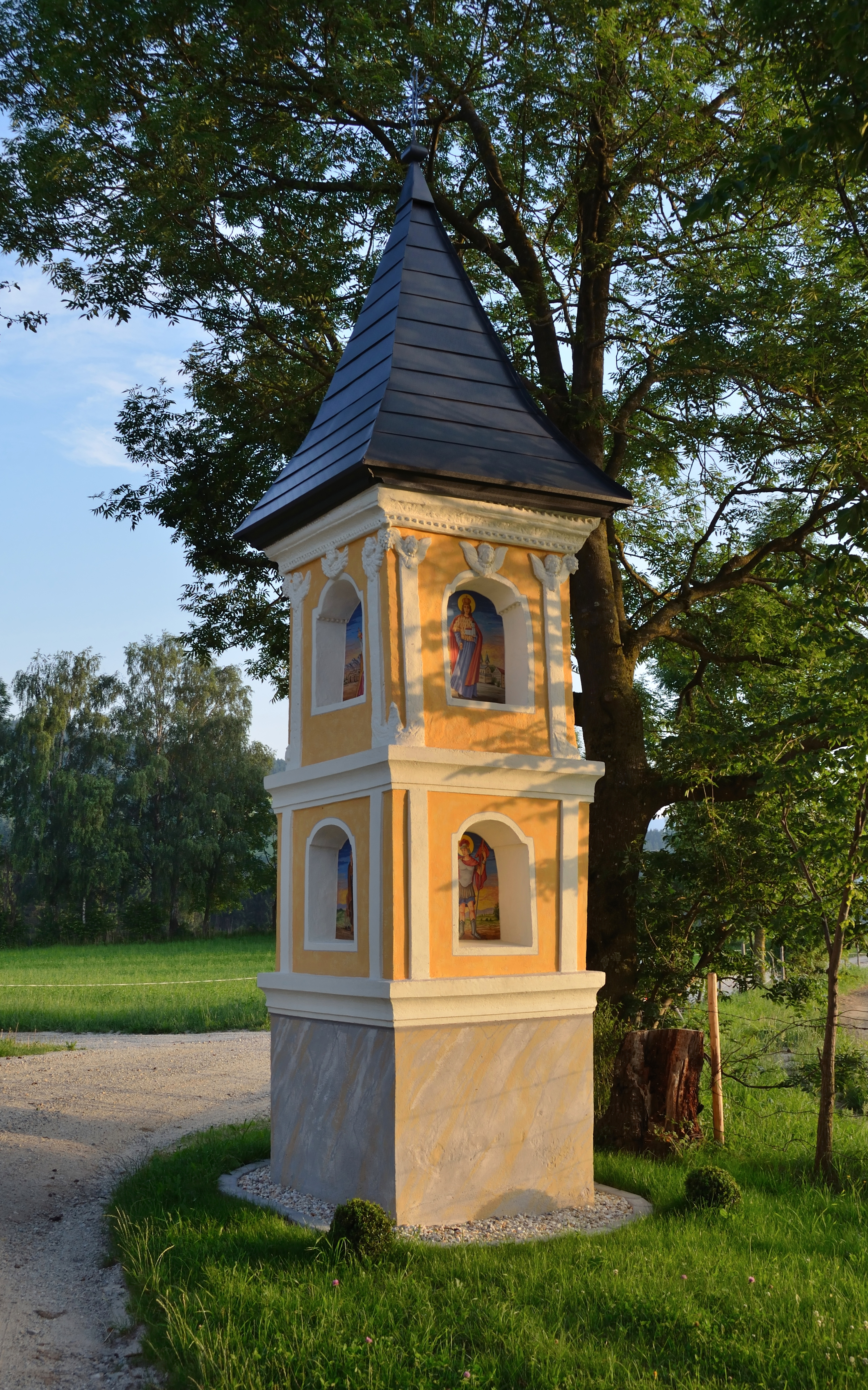
Bildstock Ausseregg

| Strallegg: Einwohnerzahlen von 1869 bis 2024        | Strallegg: Einwohnerzahlen von 1869 bis 2024 | Strallegg: Einwohnerzahlen von 1869 bis 2024 | Strallegg: Einwohnerzahlen von 1869 bis 2024 | Strallegg: Einwohnerzahlen von 1869 bis 2024 |
| --------------------------------------------------- | -------------------------------------------- | -------------------------------------------- | -------------------------------------------- | -------------------------------------------- |
| Jahr                                                |                                              |                                              |                                              | Einwohner                                    |
| 1869                                                | 1869                                         |                                              | 1.495                                        | 1.495                                        |
| 1880                                                | 1880                                         |                                              | 1.286                                        | 1.286                                        |
| 1890                                                | 1890                                         |                                              | 1.305                                        | 1.305                                        |
| 1900                                                | 1900                                         |                                              | 1.328                                        | 1.328                                        |
| 1910                                                | 1910                                         |                                              | 1.399                                        | 1.399                                        |
| 1923                                                | 1923                                         |                                              | 1.437                                        | 1.437                                        |
| 1934                                                | 1934                                         |                                              | 1.671                                        | 1.671                                        |
| 1939                                                | 1939                                         |                                              | 1.645                                        | 1.645                                        |
| 1951                                                | 1951                                         |                                              | 1.685                                        | 1.685                                        |
| 1961                                                | 1961                                         |                                              | 1.794                                        | 1.794                                        |
| 1971                                                | 1971                                         |                                              | 1.932                                        | 1.932                                        |
| 1981                                                | 1981                                         |                                              | 2.052                                        | 2.052                                        |
| 1991                                                | 1991                                         |                                              | 2.063                                        | 2.063                                        |
| 2001                                                | 2001                                         |                                              | 2.026                                        | 2.026                                        |
| 2011                                                | 2011                                         |                                              | 1.996                                        | 1.996                                        |
| 2021                                                | 2021                                         |                                              | 1.907                                        | 1.907                                        |
| 2024                                                | 2024                                         |                                              | 1.903                                        | 1.903                                        |
| Quelle(n): Statistik Austria, Gebietsstand 1.1.2021 |                                              |                                              |                                              |                                              |

## Kultur und Sehenswürdigkeiten
- Katholische Pfarrkirche Strallegg hl. Johannes der Täufer
- Bildstock Ausseregg
- Florianikreuz
- Wetterkreuz

## Wirtschaft und Infrastruktur

### Wirtschaftssektoren
Strallegg ist eine landwirtschaftlich geprägte Gemeinde. Von den 166 landwirtschaftlichen Betrieben wurden 82 im Haupterwerb geführt. Im Produktionssektor arbeiteten 70 Prozent der Arbeitnehmer im Bereich Herstellung von Waren und ein Viertel in der Bauwirtschaft. Die größten Arbeitnehmer im Dienstleistungssektor waren die Bereiche soziale und öffentliche Dienste, Beherbergung und Gastronomie und der Handel (Stand 2010/2011).
| Wirtschaftssektor            | Anzahl Betriebe | Anzahl Betriebe | Anzahl Betriebe | Erwerbstätige | Erwerbstätige | Erwerbstätige |
| Wirtschaftssektor            | 2021            | 2011            | 2001            | 2021          | 2011          | 2001          |
| ---------------------------- | --------------- | --------------- | --------------- | ------------- | ------------- | ------------- |
| Land- und Forstwirtschaft 1) | 103             | 166             | 179             | 143           | 171           | 142           |
| Produktion                   | 17              | 10              | 6               | 94            | 77            | 41            |
| Dienstleistung               | 66              | 53              | 39              | 173           | 123           | 147           |

1) Betriebe mit Fläche in den Jahren 2010 und 1999, Arbeitsstätten im Jahr 2021
| Von den über 1000 Erwerbstätigen, die 2011 in Strallegg lebten, arbeiteten etwas über 300 in der Gemeinde, siebzig Prozent pendelten aus. Die Gemeinde bildet gemeinsam mit Birkfeld, Fischbach, Miesenbach, Rettenegg, Ratten, St. Kathrein am Hauenstein, St. Jakob im Walde, Waldbach-Mönichwald, Wenigzell und Vorau den Tourismusverband „Joglland-Waldheimat“. Dessen Sitz ist die Gemeinde St. Jakob im Walde. Die Gemeinde zählt jährlich etwa 5000 Übernachtungen, wobei der Großteil auf den Sommer entfällt. | Die zur Anzeige dieser Grafik verwendete Erweiterung wurde dauerhaft deaktiviert. Wir arbeiten aktuell daran, diese und weitere betroffene Grafiken auf ein neues Format umzustellen. (Mehr dazu) |

## Politik

### Gemeinderat
Der Gemeinderat setzt sich aus 15 Mandataren zusammen:
| Partei | 2020    | 2020    | 2015  | 2015    | 2010  | 2010    |
| Partei | Prozent | Mandate | %     | Mandate | %     | Mandate |
| ------ | ------- | ------- | ----- | ------- | ----- | ------- |
| ÖVP    | 70,17   | 11      | 60,68 | 9       | 56,75 | 9       |
| SPÖ    | 14,20   | 2       | 25,02 | 4       | 33,36 | 5       |
| FPÖ    | 15,63   | 2       | 14,30 | 2       | 9,90  | 1       |

### Bürgermeister
Bürgermeisterin ist Anita Feiner.

### Wappen
Das Wappen der Gemeinde wurde 1989 verliehen. Blasonierung: „Im schwarzen mit einem rechts gebogenen silbernen Mistelzweig belegten Schild ein silbernes rechtes Obereck, darin eine schrägrechte schwarze Pfeilspitze.“
Der Mistelzweig steht für die Chorherren des Stiftes Pöllau, die Grundherren der Neuzeit. Die Farben Schwarz und Silber symbolisieren die Verbundenheit mit den Stubenbergern im Mittelalter.

## Persönlichkeiten

### Ehrenbürger
- 1981: Hubert Baumegger (1942–2014)
- 1982: Franz Wegart (1918–2009), Landeshauptmann-Stellvertreter
- 1983: Josef Krainer (1930–2016), Landeshauptmann
- Peter Kern, Altbürgermeister von Strallegg[17]
- Hermann Schützenhöfer (* 1952), Landeshauptmann[18]

### Söhne und Töchter der Gemeinde
- Alois Mosbacher (* 1954), Bildender Künstler
- Johannes Ebenbauer (* 1963), Organist, Chorleiter, Dirigent, Komponist und Kirchenmusiker

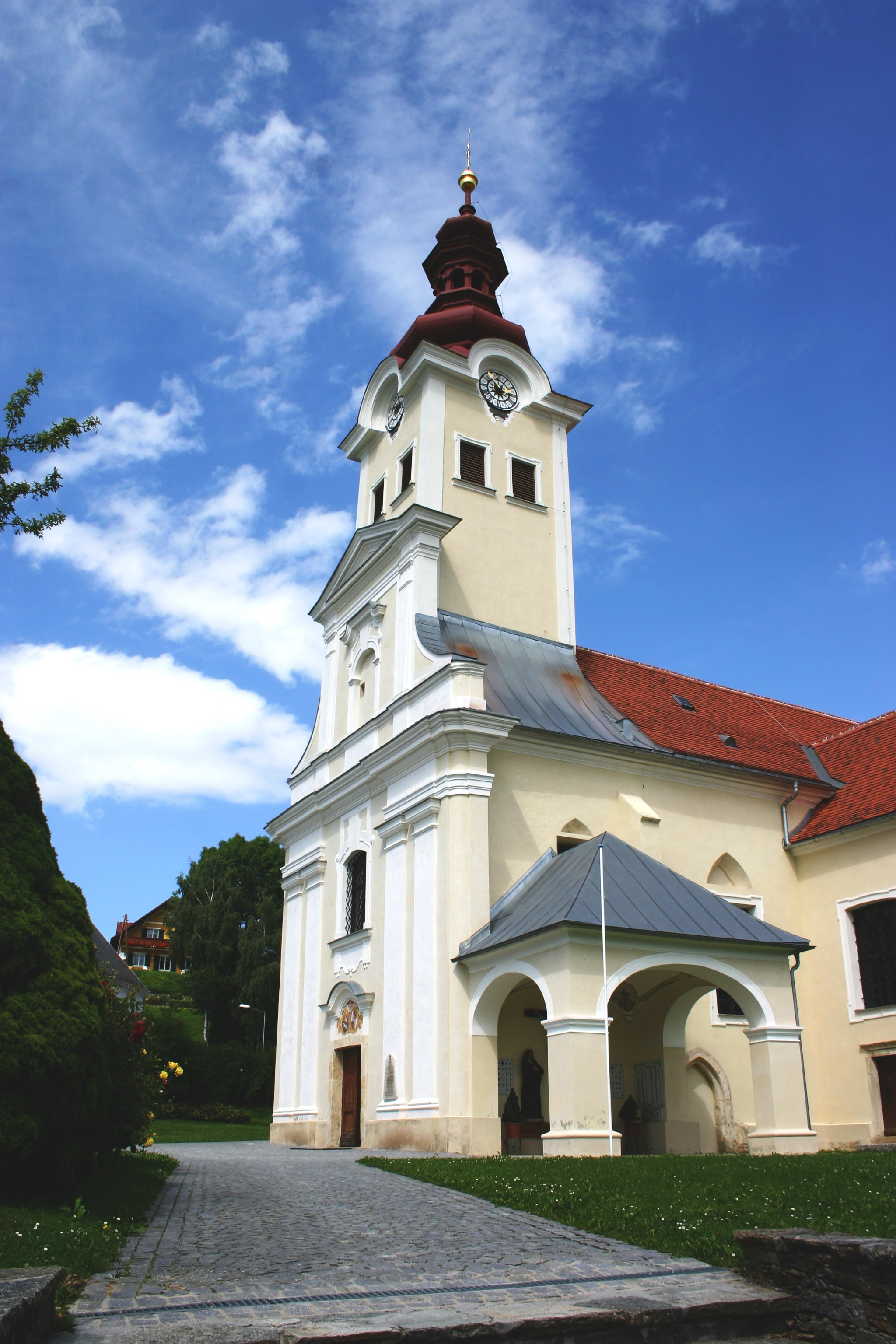
Pfarrkirche Strallegg
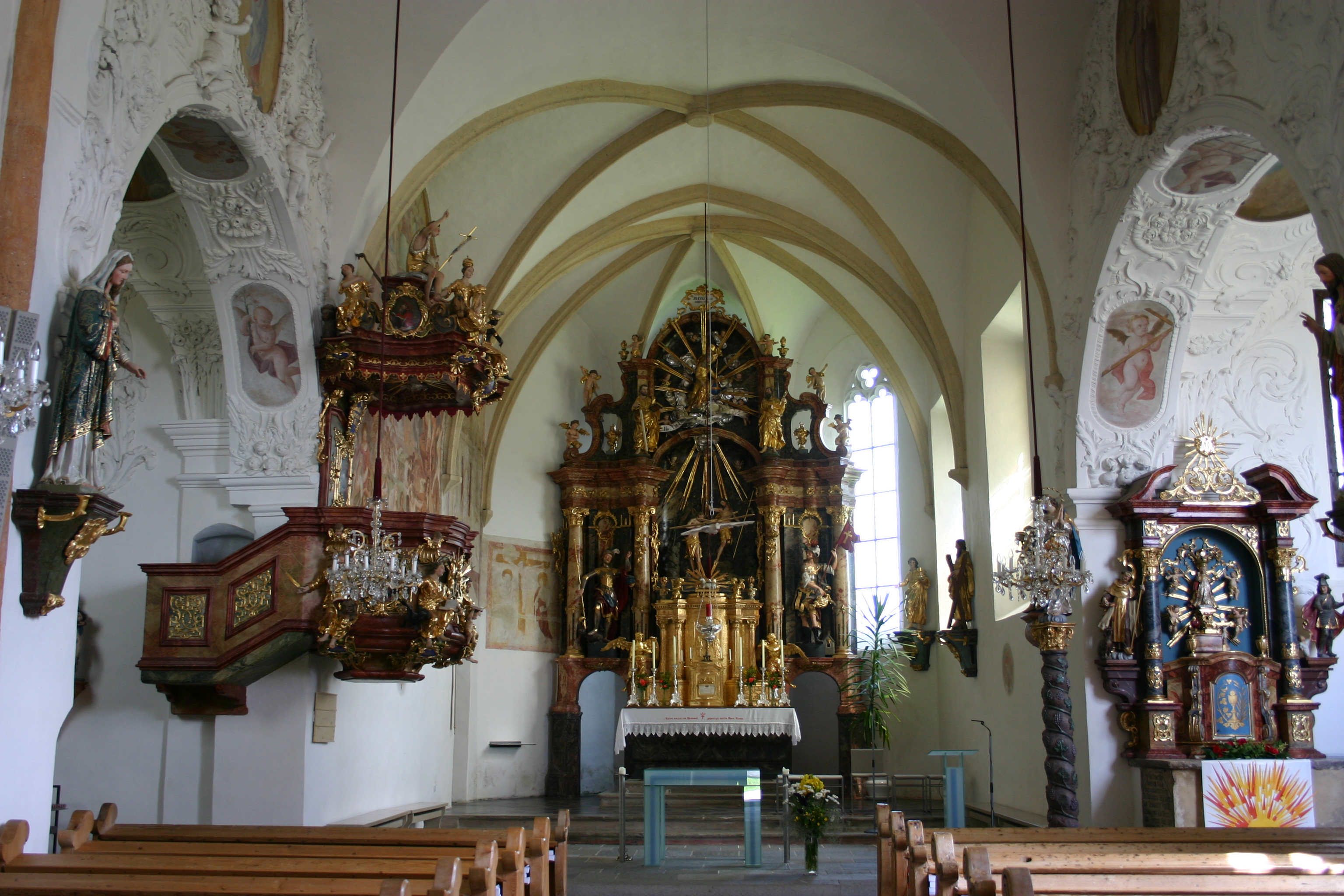
Innenansicht der Pfarrkirche
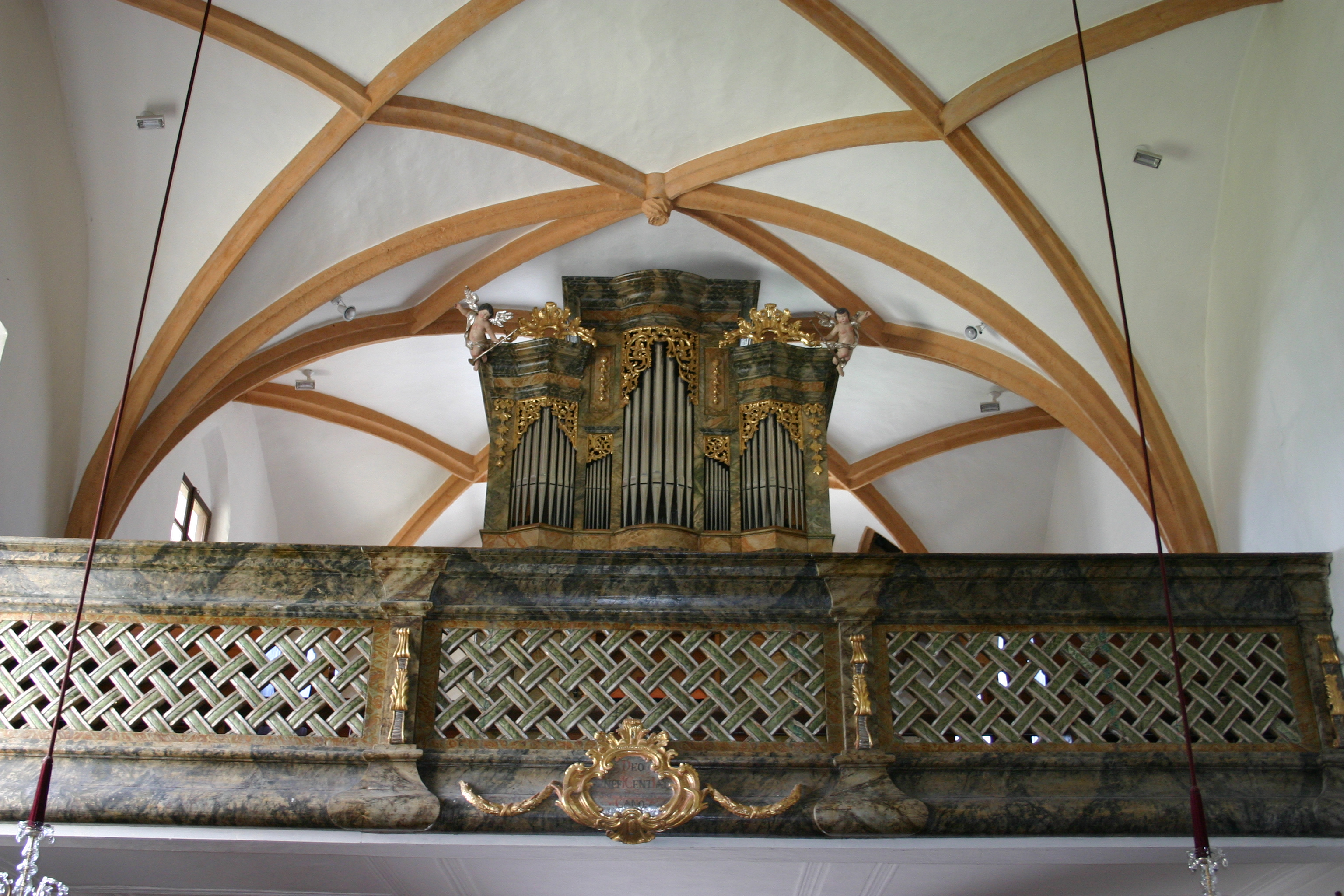
Orgel und Chor der Pfarrkirche
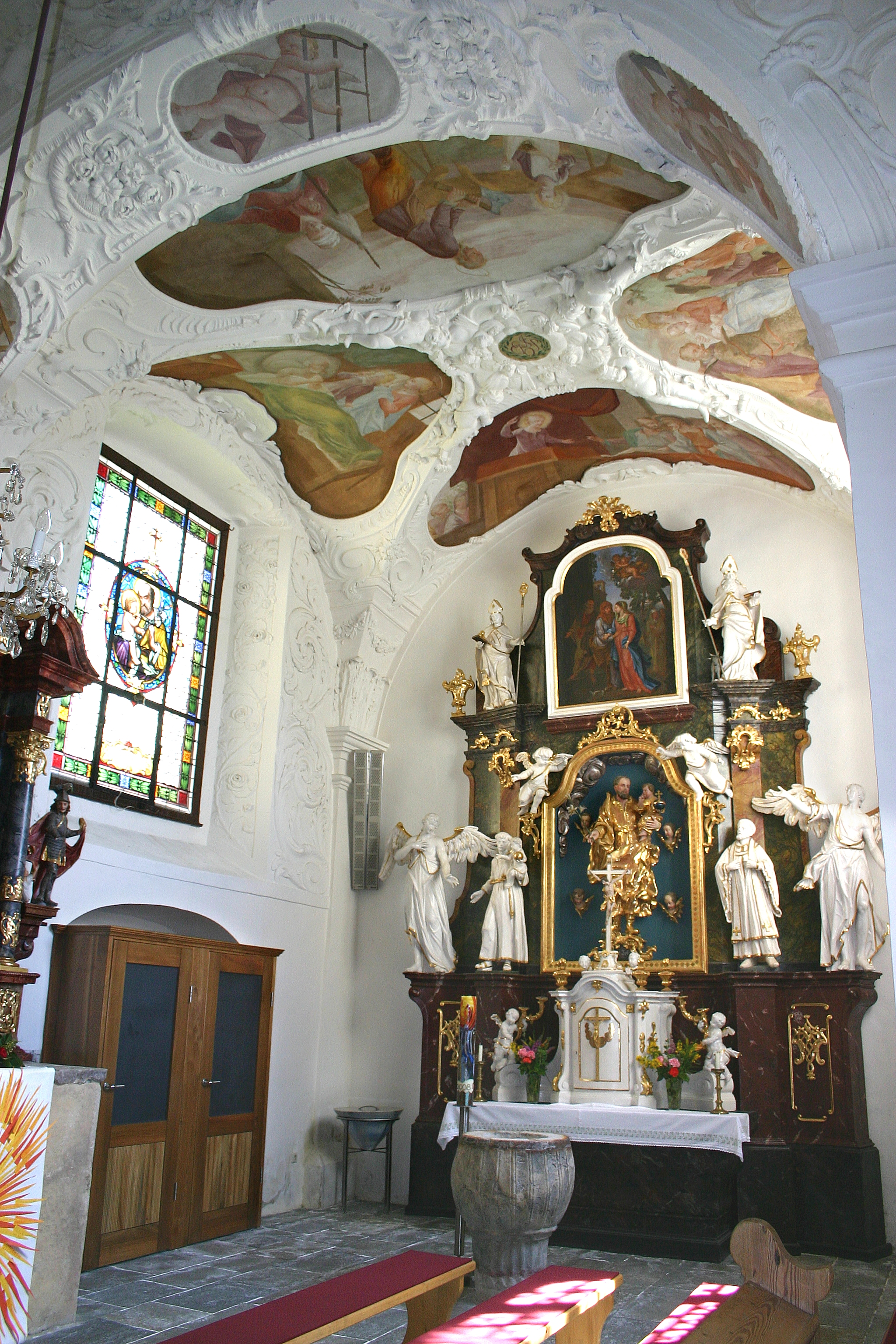
Seitenaltar der Pfarrkirche
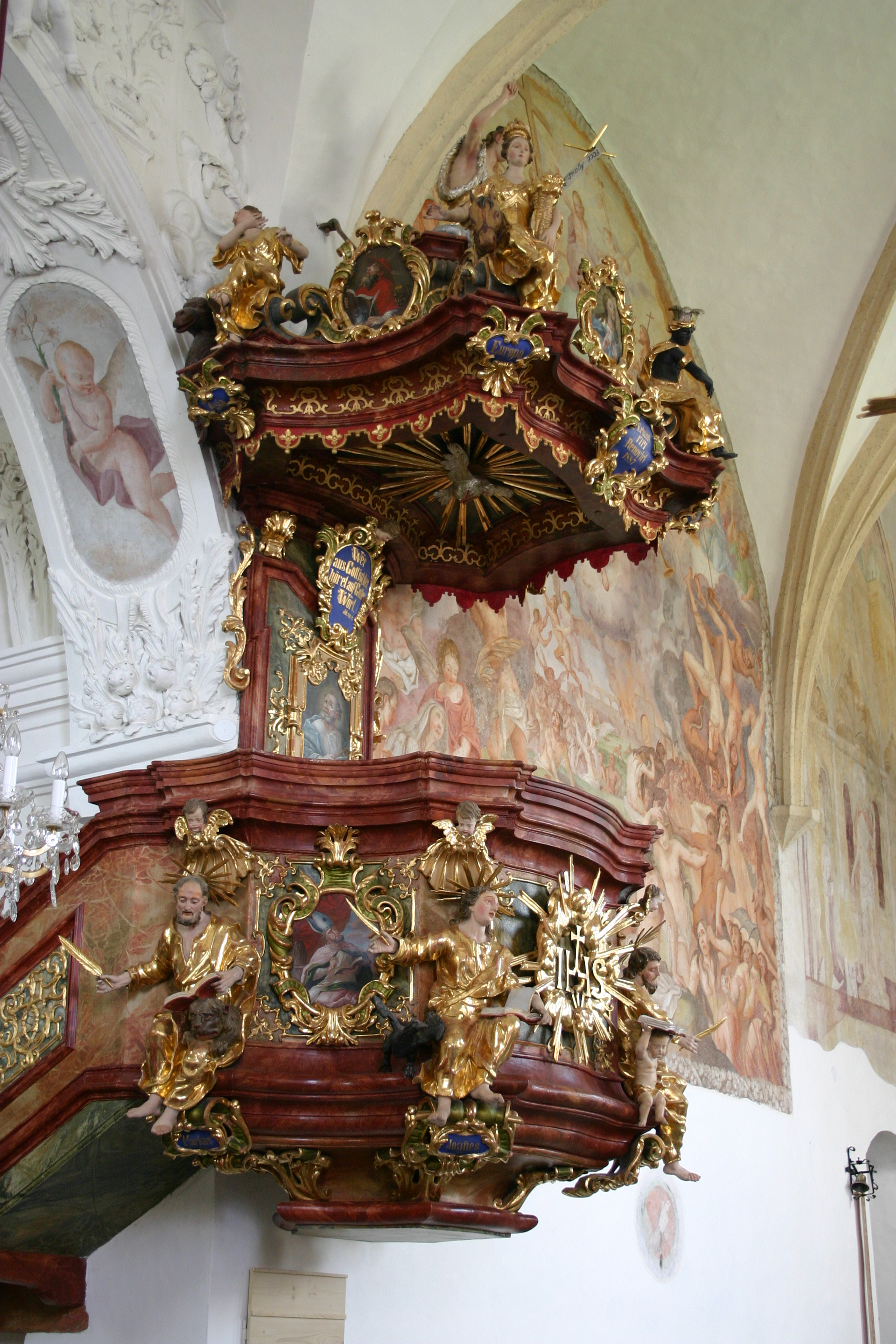
Kanzel der Pfarrkirche